# Episodi di Morgane - Detective geniale (quinta stagione)
La quinta e ultima stagione della serie televisiva franco-belga Morgane - Detective geniale è composta da 8 episodi. In Italia è inedita.
| nº | Titolo originale               | Titolo italiano | Prima TV Belgio | Prima TV Italia |
| -- | ------------------------------ | --------------- | --------------- | --------------- |
| 1  | Du grave à l'aigu              |                 | 12 maggio 2025  |                 |
| 2  | Galatée                        |                 | 12 maggio 2025  |                 |
| 3  | Effet Barnum                   |                 | 20 maggio 2025  |                 |
| 4  | L'homme au soda à moitié plein |                 | 27 maggio 2025  |                 |
| 5  |                                |                 |                 |                 |
| 6  |                                |                 |                 |                 |
| 7  |                                |                 |                 |                 |
| 8  |                                |                 |                 |                 |